# Pedro Geraldo de Almeida
Pedro Geraldo de Almeida (Rio de Janeiro, 12 de março de 1901 — Rio de Janeiro, 2 de novembro de 1977) foi um general brasileiro, Chefe do Gabinete Militar no governo Jânio Quadros, de 31 de janeiro a 25 de agosto de 1961.

## Biografia
Pedro Geraldo de Almeida nasceu em 12 de março de 1901, filho de Pedro Luís de Almeida e de Marieta de Azevedo Almeida.
Ingressou no Exército Brasileiro em 1919, na Escola Militar do Realengo. Foi declarado Aspirante a Oficial da arma de Artilharia em janeiro de 1922. Foi designado para servir no 2º Regimento de Artilharia Montada, no Rio de Janeiro, sendo promovido a segundo-tenente no mês de abril. Em agosto seguinte, foi transferido para o 1º Batalhão Isolado de Artilharia de Costa (1º BIAC), também no Rio. Em setembro de 1923, foi promovido a primeiro-tenente. De março a dezembro de 1925, cursou a Escola de Aperfeiçoamento de Oficiais, voltando ao 1º BIAC entre janeiro de 1926 e março de 1929. Em abril desse último ano, tornou-se ajudante-de-ordens do general Hastínfilo de Moura, comandante da 2.ª Região Militar, sediada em São Paulo. Exerceu essas funções até novembro de 1930, quando, em decorrência da revolução que colocou Getúlio Vargas no poder, esse general foi afastado do Comando.
De volta à capital federal, serviu no Departamento de Pessoal do Exército e no Centro Militar de Educação Física. Em janeiro de 1932, foi transferido para o 6º Grupo de Artilharia de Costa, aí permanecendo até o mês de setembro. Tornou-se, em seguida, auxiliar de instrução da Escola Militar, sendo promovido a capitão em novembro. De janeiro a maio de 1933, serviu no 4º Regimento de Artilharia Montada, em Itu, e dessa data até março do ano seguinte foi assistente da 2ª Brigada de Artilharia em São Paulo.
Cursou a Escola de Estado-Maior de março de 1934 a dezembro de 1936, estagiando no ano seguinte no Estado-Maior do Exército (EME). Em agosto de 1937, tornou-se instrutor de artilharia da Escola Militar, acumulando essas funções, a partir de fevereiro de 1938, com as de comandante da Bateria de Artilharia. A partir de março de 1939, voltou ao EME, assumindo em junho desse ano a chefia da 3ª Divisão e, em abril de 1940, a chefia da 1ª e da 2ª Divisões, bem como o cargo de fiscal administrativo.
Foi nomeado adido militar junto à embaixada do Brasil no Uruguai em fevereiro de 1941, sendo promovido a major em agosto desse mesmo ano. Em março de 1943, deixou a embaixada, voltando mais uma vez ao EME entre junho desse ano e dezembro de 1944. Nesse mês, foi promovido a tenente-coronel e no mês seguinte assumiu o comando do 4º Regimento de Artilharia, em Santana do Livramento. Em abril de 1945, foi transferido para o 1º Regimento de Artilharia Montada e, em agosto, foi nomeado adjunto do gabinete do ministro da Guerra. Em julho de 1947, tornou-se oficial-de-gabinete do ministro da Guerra, general Canrobert Pereira da Costa. Em dezembro de 1950, foi promovido a coronel.
Deixando o gabinete ministerial, em janeiro de 1951, foi nomeado chefe da Comissão Militar brasileira em Washington e adjunto do adido militar à embaixada brasileira nessa cidade. De volta ao Brasil, serviu mais uma vez no EME, entre maio e julho de 1953, assumindo em setembro desse ano o comando do Regimento Escola de Artilharia. Em dezembro de 1954, foi designado comandante do Grupo de Unidades-Escola e em maio do ano seguinte assumiu a chefia da Divisão de Planejamento do Departamento Geral de Ensino do Exército. Em outubro de 1955, voltou ao EME, aí chefiando diversas seções até dezembro de 1958, quando foi promovido a general-de-brigada.
Em janeiro de 1959, foi nomeado comandante da Artilharia Divisionária da 6ª Divisão de Infantaria, em Cruz Alta. Em abril de 1960, deixou o Rio Grande do Sul, nomeado comandante do Colégio Militar do Rio de Janeiro.
Com o início do governo Jânio Quadros, em 31 de janeiro de 1961, tornou-se chefe do Gabinete Militar da Presidência da República. Nesse período, ao lado do chefe do Gabinete Civil, Francisco de Paula Quintanilha Ribeiro, foi incumbido de instituir comissões de sindicâncias encarregadas de examinar as gestões administrativas de diversos órgãos federais. Na manhã do dia 25 de agosto de 1961, ao ser informado pelo presidente, em encontro de que participaram Oscar Pedroso Horta, José Aparecido de Oliveira e Quintanilha Ribeiro, de sua decisão de renunciar, entregou seu cargo ao general Ernesto Geisel.
Em novembro de 1961, assumiu o comando da 6.ª Região Militar, em Salvador, aí permanecendo até janeiro do ano seguinte. Em seguida, comandou a Academia Militar das Agulhas Negras, de 8 de janeiro de 1962 a 17 de janeiro de 1963. Em seguida, foi transferido para a reserva remunerada.
Faleceu no Rio de Janeiro no dia 2 de novembro de 1977.
Foi casado com Isabel Setembrino de Carvalho Almeida, filha do Marechal Fernando Setembrino de Carvalho, Ministro da Guerra durante o governo do Presidente Arthur Bernardes (1922-1926), com quem teve dois filhos.